# 江甫草山
江甫草山（つくもやま、別称：江甫山、九十九山）は、香川県の観音寺市に位置する山。

## 特徴
江浦草山はサヌカイト（安山岩の一種）の山で、侵食により取り残された山が円錐形の山容をなし、別名有明富士と呼ばれ、讃岐七富士のひとつに数えられている。
瀬戸内海側は長年の採石で断崖になっている。

## 登山道
室本にある皇太子神社から 登山道が整備されている。
山頂には四等三角点があり、瀬戸内海、観音寺市内が一望できる。
また細川氏政によって築かれた讃岐・九十九山城跡があり石塁、土塁、曲輪跡が残る。